# Gerhard III. von Minden

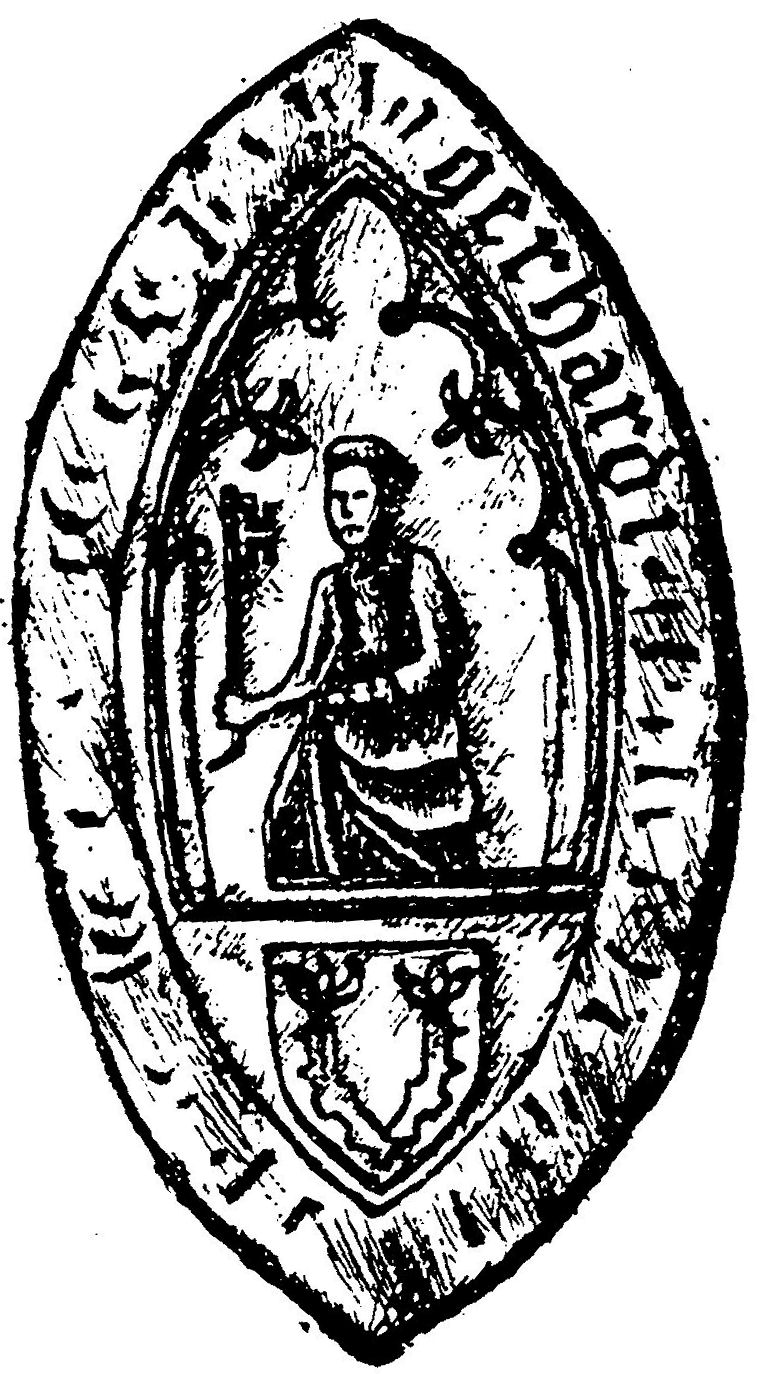
Bischofssiegel von 1381

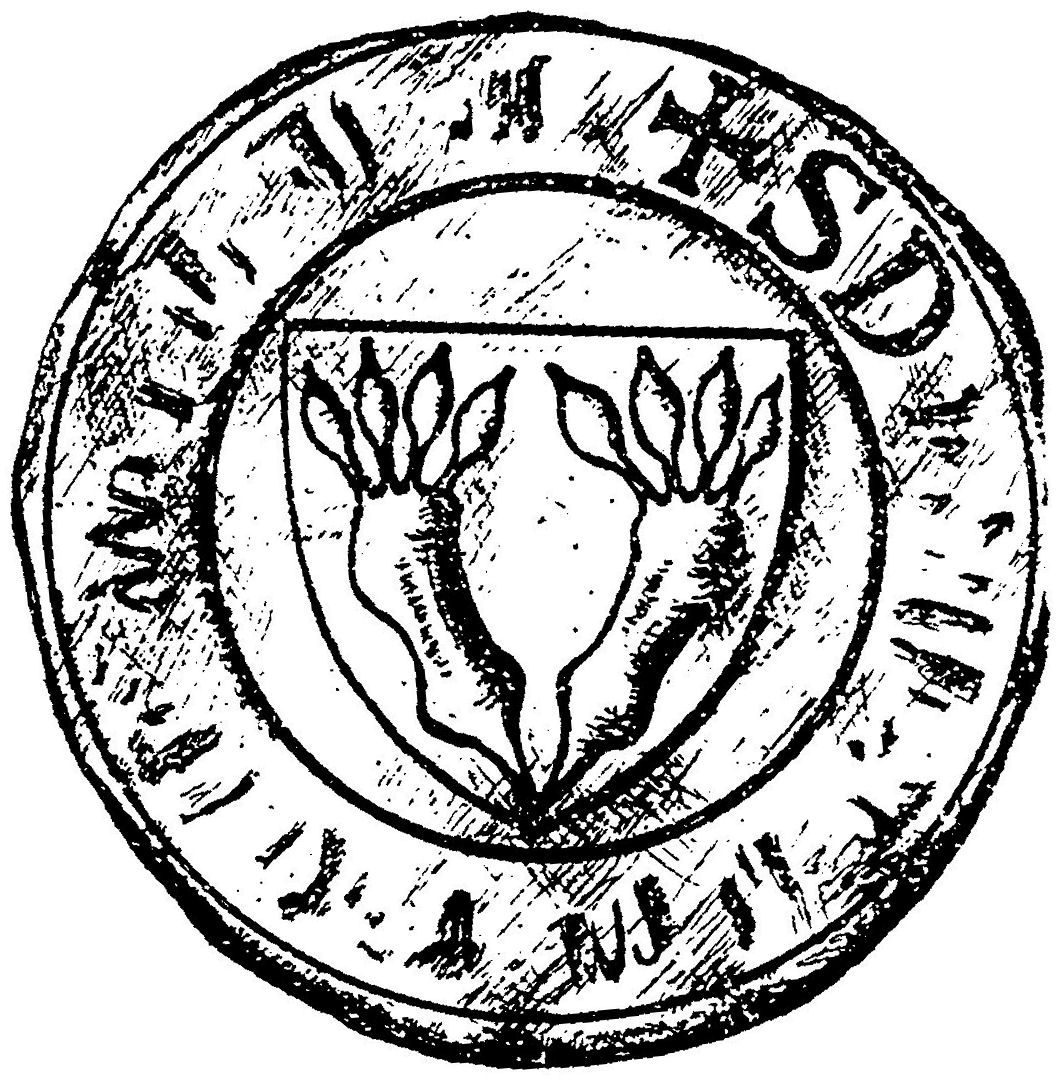
Bischofssiegel von 1390

Gerhard, Graf von Hoya (* um 1360; † 27. Januar 1398) war einigen Quellen zufolge als Gerhard III. kurzzeitig von Dezember 1397 bis Januar 1398 Bischof von Minden.

## Herkunft
Gerhard entstammte dem Grafengeschlecht von Hoya. Bereits sein Vorfahre Wedekind bekleidete dieses Amt im Bistum Minden. Auch nach ihm folgten weitere Mitglieder aus dem Haus Hoya auf dem Mindener Thron. Gerhard war Sohn des in Hoya von 1324 bis 1383 regierenden Grafen Gerhard III. von Hoya und Jutta von Lippe, der während seiner Regentschaft eine Fehde gegen das Bistum Minden führte. Während Gerhard als dritter Bischof namens Gerhard folglich den Namen Gerhard III. führte, wird er in der dynastischen Zählung der Grafen von Hoya auch als Gerhard IV. von Hoya bezeichnet, um eine Verwechslung mit seinem Vater auszuschließen. Während sein Bruder Otto in Hoya die Thronfolge antrat, bekleideten seine beiden Brüder ebenfalls hohe kirchliche Ämter. Sein Bruder Heinrich war Domkantor in Bremen, weiter Domdechanat von Verden und 1407 vom (Gegen)Papst Alexander V. zum Bischof von 1407 zum  Bischof von Verden providiert, was er bis 1426 war.

## Kirchliche Laufbahn

### Zeit in Schwerin
Gerhard von Hoyer war Kleriker im Bistum Schwerin. Von 1371 bis 1398 war Gerhard auch Domherr im Domkapitel zu Bremen. 1372 soll er noch Domherr in Köln gewesen sein. Noch vor dem Tode des Schweriner Bischof Melchior von Braunschweig-Grubenhagen im Jahr 1384 wurde der Elektus Gerhard von (Gegen-)Papst Clemens VII. von Avignon 1381 zum Nachfolger ernannt und unter dem 18. Februar 1382 mit weitreichenden Vollmachten ausgestattet. Gegenbischöfe waren Johann IV. Junge und Potho von Pothenstein.
Bezugnehmend auf die Erhebung zum electus Zwerien wurden zwar die von ihm innegehabten Pfründen auch weiter verliehen, und zwar das Kanonikat und Präbende mit einer Obödientia sowie das Thesaurarsamt der Bremer Domkirche, wobei aber zu hoffen sei, dass diese nach dem Empfang der Bischofsweihe des Gerhard bald zur Verfügung ständen.
Die Bischofsweihe empfing Gerhard von Hoyer aber nicht. Nicht als Anhänger von Papst Clemens VII., noch als er sich der römischen Obödienz zugewandt hatte.

### Zeit in Minden
Ob Gerhard III. in seinem letzten Lebensjahr für etwa einen Monat Bischof in Minden und damit auch Regent im Hochstift Minden war, ist umstritten. Das Lexikon des Mittelalters listet ihn als Bischof von Dezember 1397 bis zum 27. Januar 1398. Auch andere Quellen erwähnen ihn als Bischof. Andere Quellen erwähnen Gerhard dagegen nicht als Bischof. Bei ihnen folgt auf Bischof Otto III. Bischof Marquard.
War Gerhard III. Bischof in Minden, so ist aufgrund der nur sehr kurzen Amtszeit davon auszugehen, dass er im Bistum Minden kaum Impulse setzen konnte. Mit einer Amtszeit von nur rund einem Monat wäre Gerhard III. der Mindener Bischof mit der kürzesten Amtszeit, obwohl auch sein Nachfolger Marquard von Randegg und der spätere Bischof Julius sehr kurze Regentschaften hatten. Das Domkapitel von Minden berichtete dem Papst Bonifatius IX., dass Gerhard von Hoyer, zu dessen Gunsten ihr am 1. Januar 1397 verstorbener Bischof Otto am 22. Dezember 1397 seinem Amt entsagt hatte, am 27. Januar 1398 verstorben ist.
Wo Gerhard von Hoyer sein Grab gefunden hat, ist unbekannt.

## Siegel
Vom Bischof Gerhard von Hoyer sind zwei Siegel überliefert.
Das Siegel von 1381 zeigt eine geistliche Figur, unter welcher ein Schild mit den Hoyer Bärenklauen steht. Im zweiten Siegel von 1390 sind die Bärenklauen im Schild zu sehen. Die Inschrift ist recht undeutlich, im zweiten Siegel ist noch der Vorname zu erkennen. Hinweise auf die Eigenschaft als Electus für Schwerin fehlen.